# Diaperis
Diaperis Geoffroy, 1762 è un genere di coleotteri della famiglia Tenebrionidae, che comprende specie tipicamente micofaghe.

## Distribuzione
Il genere comprende specie diffuse in Asia, Europa e nelle Americhe.

## Specie
- Diaperis bifida Triplehorn and Brendell
- Diaperis boleti (Linnaeus, 1758)
  - Diaperis boleti bipustulata Laporte & Brullé, 1831
- Diaperis californica Blaisdell, 1929
- Diaperis coccinea Laporte de Castelnau, 1840
- Diaperis fryi (Pascoe)
- Diaperis lewisi Bates
  - Diaperis lewisi intersecta Gebien, 1913
- Diaperis maculata Olivier 1791
- Diaperis marseuli (Bates)
- Diaperis nigronotata Pic 1926
- Diaperis rufipes Horn, 1870

Alcune specie oggi incluse in Diaperis erano in passato attribuite al genere Allophasia. Viceversa una specie che in passato era considerata appartenente al genere Diaperis si chiama oggi Serrania viridula (Zayas, 1989).

## Galleria d'immagini

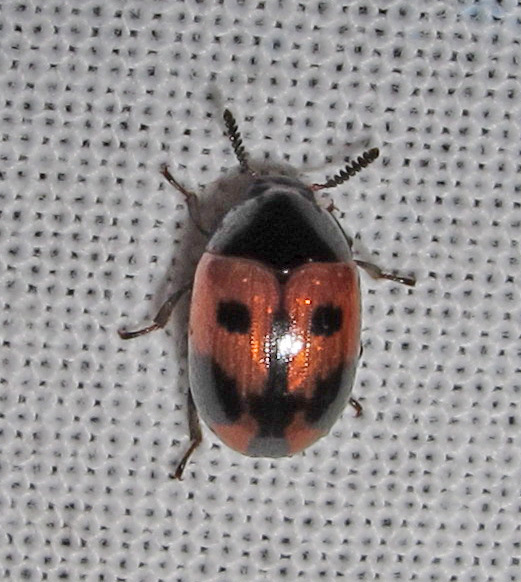
Diaperis maculata
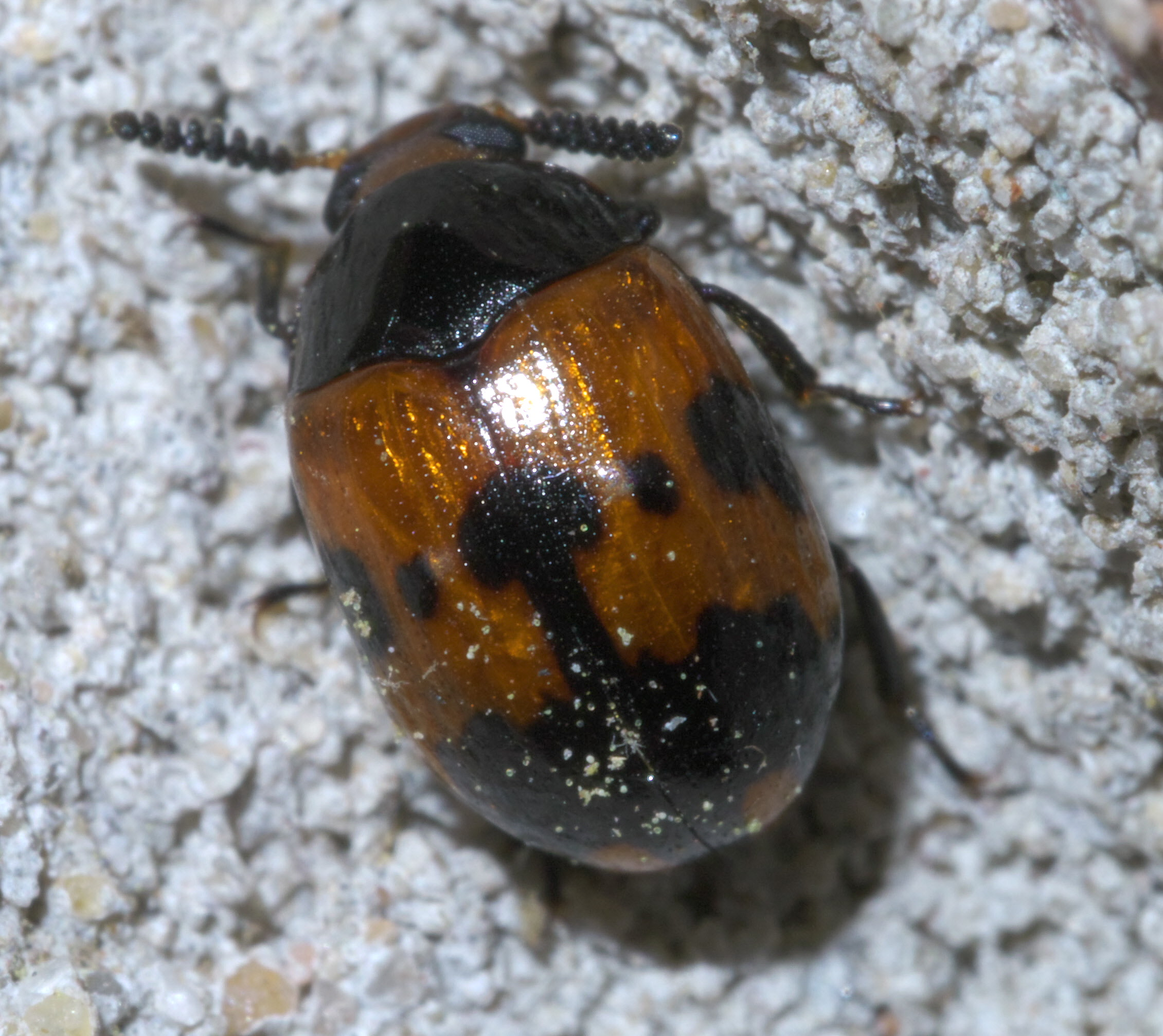
Diaperis nigronotata
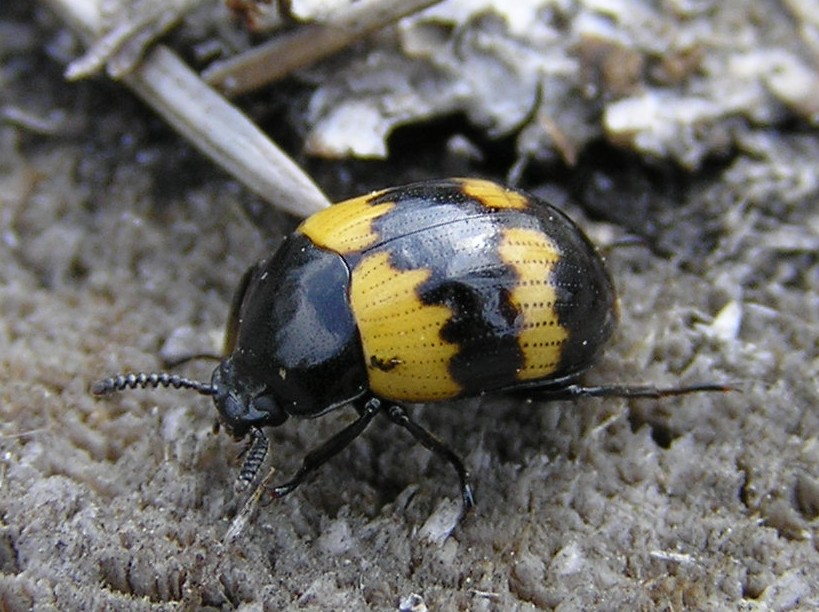
Diaperis boleti